# Hydromancja

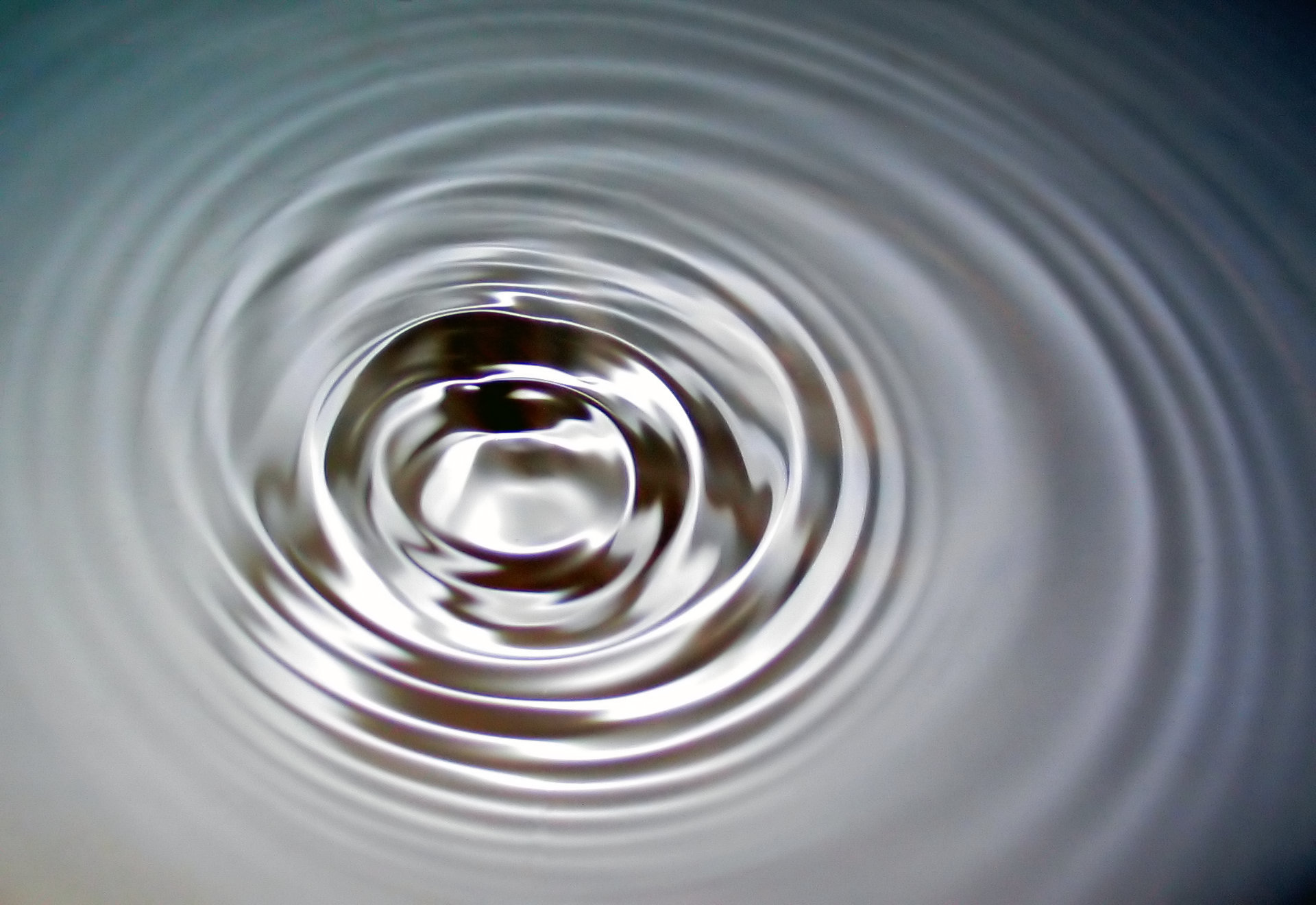
Fale na wodzie powstałe po jej wzburzeniu.

Hydromancja (gr. hydro = woda + manteia = wróżenie) – metoda wróżenia z wody. Pod uwagę bierze się jej kolor, stopień wzburzenia, kształt fal itd. powstałych na skutek wrzucenia kamienia do zbiornika.
Metody hydromancji zostały opisane przez jezuitę Martína Antonia Del Rio w XVI wieku. Jedna z metod polega na zanurzeniu w wodzie pierścienia zwisającego na sznurku a następnie potrząsaniu. Wróżenie odbywa się na podstawie ilości uderzeń pierścienia o ścianę naczynia. Druga metoda polega na rzucaniu w wodę trzech kamieni i obserwowaniu tworzących się fal. Inne metody zakładają mącenie wody oraz obserwowanie jej powierzchni.
Pauzaniasz opisał w II w. n.e. fontannę niedaleko Epidauros zbudowaną na cześć bóstwa Ino, do której wierni wrzucali kawałki chleba w nadziei na otrzymanie przepowiedni od bogini. Jeżeli chleb zanurzał się, oznaczało to przyjęcie daru i dobrą wróżbę, jeżeli jednak kawałki te spływały z fontanny oznaczało to pecha.
Starożytne plemiona germańskie posiadały obyczaj wrzucania nowo narodzonych dzieci do Renu celem sprawdzenia czy pochodzą one z prawego łoża. Według tej tradycji, dzieci z prawego łoża będą pływać, natomiast bękarty utoną (zobacz też: próba wody).